# Myurium borii
Myurium borii là một loài Rêu trong họ Myuriaceae. Loài này được (Dixon) Magill miêu tả khoa học đầu tiên năm 1980.